# Халлонберген (станция метро)

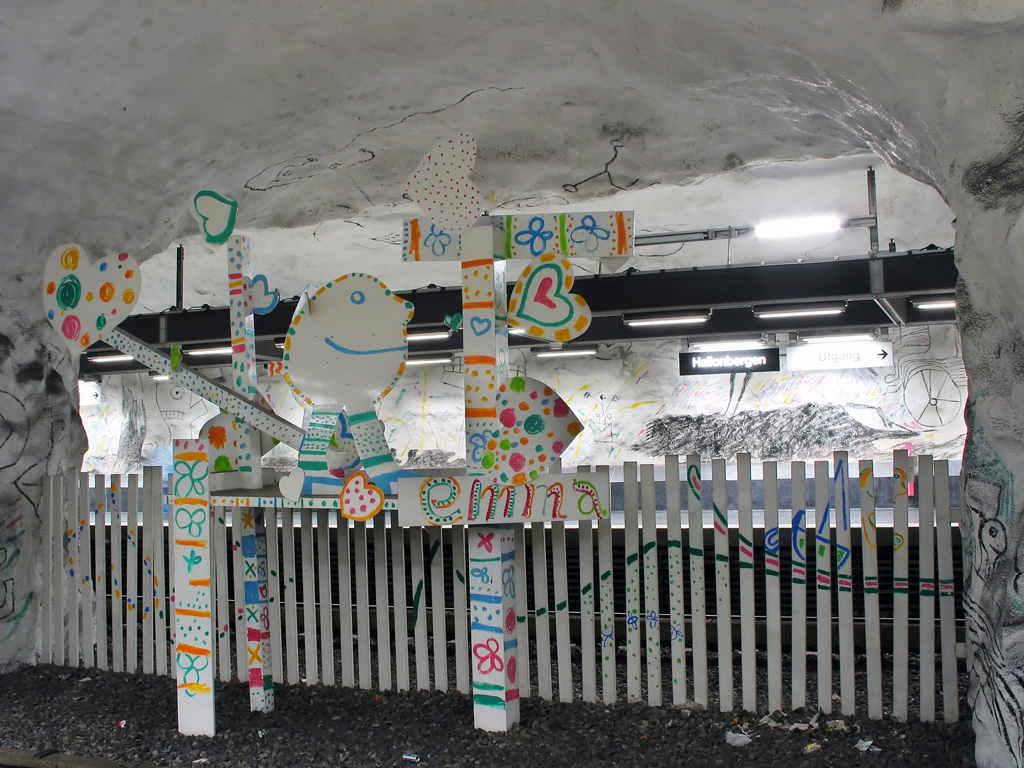
Интерьер станции метро Hallonbergen

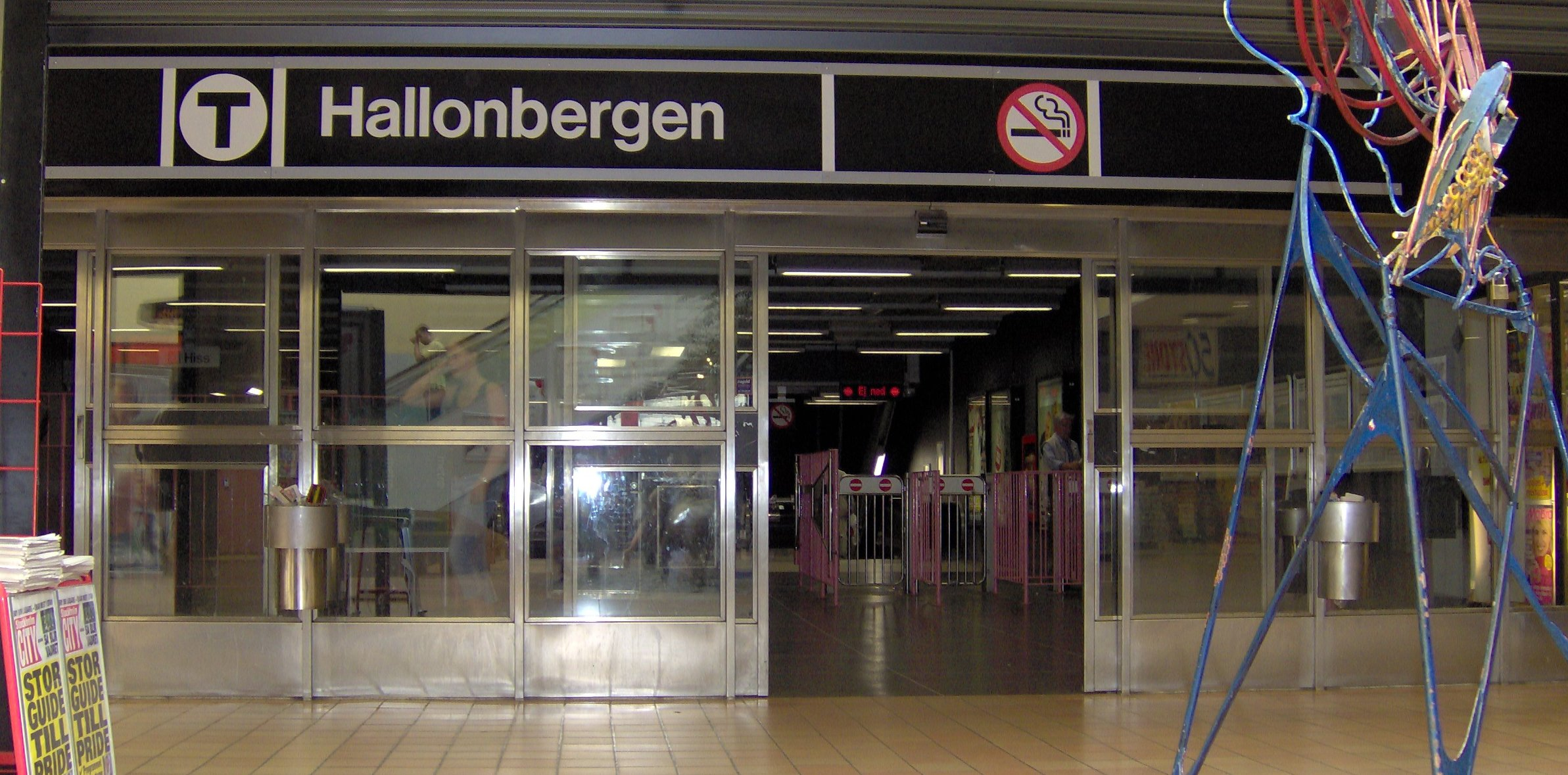
Вход на станцию.

«Халлонберген» (швед. Hallonbergen) — станция Стокгольмского метрополитена. Расположена на Синей линии между станциями «Чиста» и «Неккрусен», обслуживается маршрутом Т11.
Находится в районе Халлонберген муниципалитета Сундбюберг.
Введена в эксплуатацию 31 августа 1975 года.